# Time of My Life
Time of My Life es el quinto álbum de estudio de la banda estadounidense 3 Doors Down. El álbum fue lanzado el 19 de julio de 2011 y el álbum debutó en el # 3 en el Billboard 200 y vendió 59 800 copias en su primera semana de su lanzamiento. Los sencillos del álbum incluyen "When You're Young", "Every Time You Go," "What's Left," "Back to Me", "Time of My Life" Fue el último de los álbumes de la banda para ofrecer Matt Roberts y cree que es el último de Todd Harrell.

## Lista de canciones
Todas las letras escritas por Brad Arnold.
| N.º | Título              | Música                                        | Duración |  |
| 1.  | «Time of My Life»   | Arnold, Matt Roberts, Marti Frederiksen       | 3:22     |  |
| 2.  | «When You're Young» | Arnold, Roberts, Chris Henderson, Frederiksen | 4:16     |  |
| 3.  | «Round and Round»   | Arnold, Roberts, Henderson, Todd Harrell      | 3:46     |  |
| 4.  | «Heaven»            | Arnold, Roberts, Henderson, Zac Maloy         | 3:26     |  |
| 5.  | «Race for the Sun»  | Arnold, Roberts, Henderson, Harrell           | 2:58     |  |
| 6.  | «Back to Me»        | Arnold, Roberts, Henderson, Harrell           | 3:43     |  |
| 7.  | «Every Time You Go» | Arnold, Roberts, Henderson, Bobby Huff        | 3:48     |  |
| 8.  | «What's Left»       | Arnold, Roberts, Henderson, Maloy             | 3:43     |  |
| 9.  | «On the Run»        | Arnold, Roberts, Henderson, Harrell           | 3:08     |  |
| 10. | «She Is Love»       | Arnold, Roberts, Henderson, Harrell           | 3:16     |  |
| 11. | «My Way»            | Arnold, Roberts, Henderson, Harrell           | 3:07     |  |
| 12. | «Believer»          | Arnold, Roberts, Henderson, Harrell           | 2:57     |  |

Deluxe Edition
| Deluxe Edition Bonus Tracks |                                |                                         |          |  |
| N.º                         | Título                         | Música                                  | Duración |  |
| 13.                         | «The Silence Remains»          | Arnold, Roberts, Henderson, Harrell     | 3:39     |  |
| 14.                         | «Train» (Demo)                 | Arnold, Roberts, Henderson, Harrell     | 3:00     |  |
| 15.                         | «When You're Young» (Acoustic) | Arnold, Roberts, Henderson, Frederiksen | 4:15     |  |
| 16.                         | «Every Time You Go» (Acoustic) | Arnold, Roberts, Henderson, Huff        | 3:48     |  |

Bonus Tracks
| iTunes bonus track |                          |                                   |          |  |
| N.º                | Título                   | Música                            | Duración |  |
| 17.                | «What's Left» (Acoustic) | Arnold, Roberts, Henderson, Maloy | 3:38     |  |